# Paolo Rannusio

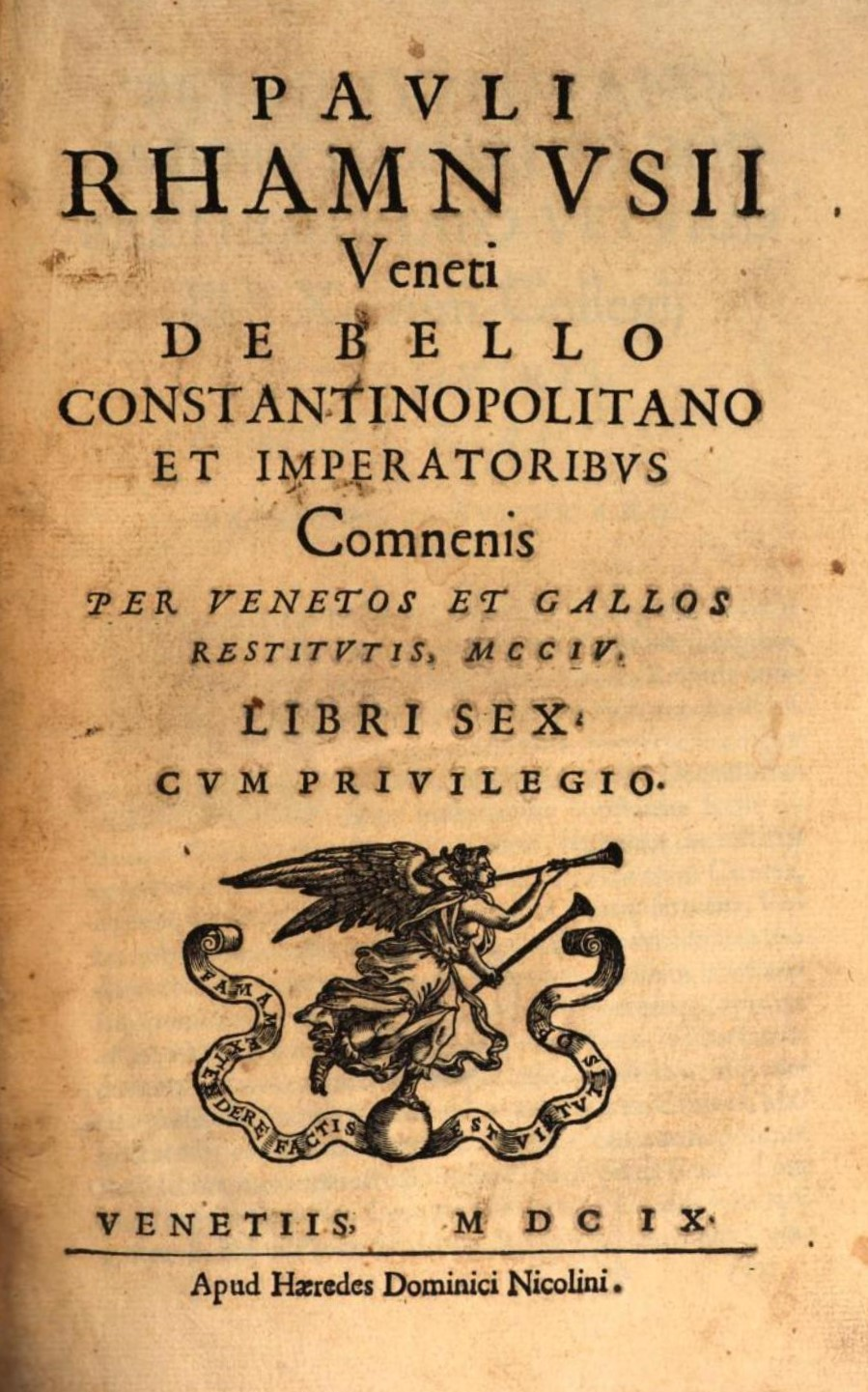
Titelblatt der Ausgabe des De bello Constantinopolitano von 1609, besorgt von den „Haeredes Dominici Nicolini“

Paolo Rannusio, auch Paolo Ramnusio oder Ramusio, lat. Paulus Rhamnusius (* 4. Juli 1532 in Venedig; † 1600 ebenda), war Mitglied des allmächtigen Rates der Zehn in Venedig, Humanist und Geschichtsschreiber.

## Leben
Die Familie des Venezianers, der bei der Taufe die drei Namen Paolo, Girolamo und Gasparo erhielt, stammte ursprünglich aus Rimini, wo sie von den dort führenden Malatesta protegiert wurde. 1458 siedelte die Familie nach Venedig über, als Paolo Ramnusio d. Ä. (1443 – 19. August 1506) dorthin umzog, der Jurist und einflussreiche Großvater des Jüngeren Paolo Ramnusio. Dessen Vater war Giambattista Ramnusio (20. Juni 1485 – 10. Juli 1557), Sekretär des Senats. Er heiratete Francescina († 1536), die Tochter des Adligen Francesco Navagero. Auch einige andere Familienmitglieder erreichten hohe politische Positionen oder wurden mit Gesandtschaftsreisen betraut, doch lässt sich noch nicht klären, in welchem Verwandtschaftsverhältnis diese Männer zu Paolo Ramnusion jr. standen. 1554 heiratete dieser Cecilia Vitalis. 
Bereits 1551 erschien er als Herausgeber eines Werkes des Vittore Fausto, nämlich von Victoris Fausti,… Orationes quinque, ejus amicorum [praesertim P. Rhamnusii] cura quam fieri potuit diligenter impressae, Venedig 1551.
Nach der Aussage des Verfassers in seinem Vorwort übersetzte Paolo Ramnusio nur das fast vollendete Werk seines Vaters vom Lateinischen ins Venezianische unter dem Titel De bello Costantinopolitano. Dieses Werk über den Vierten Kreuzzug und die Eroberung der byzantinischen Hauptstadt im Jahr 1204, das sich vorrangig mit der Rolle der Venezianer darin befasst, erschien im Jahr 1604. 1609 erschien auch die lateinische Fassung. Es handelte sich jedoch nicht um eine bloße Übersetzung des Werkes des Gottfried von Villehardouin über den Vierten Kreuzzug, sondern um, wie es Emmanuele Antonio Cicogna formulierte, ‚elegante‘ („fiorita“) Wiedergabe des Werkes, bereichert aus anderen Quellen. Jacopo Gaffarelli (1601–1681), der im Auftrag Kardinal Richelieus Bücher erwerben sollte, erwarb die Ausgabe. Dann entfernte er den Titel, ersetzte das Erscheinungsjahr 1609 durch 1634 und widmete das Werk dem Kardinal. Das Manuskript des Werkes hatte der venezianische Gesandte am kaiserlichen Hof, Francesco Contarini, 1541 aus Brüssel mitgebracht.
Girolamo Giuseppe (1555–1611), Paolos Sohn, kam 1555 zur Welt. Auch er trat in staatliche Dienste und publizierte 1601 in Lyon Villehardouins Text auf Französisch; auch er übersetzte das Werk ins Italienische. Somit befasste sich die Familie über drei Generationen mit dem Werk Villehardouins. Zudem verfasste er eine Storia o Cronaca di Casa Ramusia, die sich in der Marciana-Bibliothek befindet. Er starb 1611 in Padua.

## Werke
- De bello Costantinopolitano, Haeredes Dominici Nicolini, Venedig 1609; Marc. Ant. Brogiolum, Venedig 1634. (Digitalisat bei archive.org; Digitalisat bei Gallica)
- Della guerra di Costantinopoli per la restitutione de gl’imperatori Comneni fatta da’ sig. venetiani, et francesi l’anno 1204. Libri sei, Domenico Nicolini, Venedig 1604. (Digitalisat)